# Хажовиці
Хажовиці (пол. Charzowice) — село в Польщі, у гміні Чарноцин Казімерського повіту Свентокшиського воєводства.
Населення — 97 осіб (2011).
У 1975-1998 роках село належало до Келецького воєводства.

## Демографія
Демографічна структура на день 31 березня 2011 року:
|          | Загалом | Допрацездатний вік | Працездатний вік | Постпрацездатний вік |
| -------- | ------- | ------------------ | ---------------- | -------------------- |
| Чоловіки | 57      | 13                 | 36               | 8                    |
| Жінки    | 40      | 5                  | 22               | 13                   |
| Разом    | 97      | 18                 | 58               | 21                   |